# Satul Francez
Satul Francez este o zonă rezidențială din București.
Satul Francez a fost construit în 1994 de firma franceză Bouygues printr-un credit cu garanția statului și a intrat în proprietatea Primăriei după ce împrumutul nu a fost rambursat la termenul scadent.
Satul Francez, care are o suprafață totală de 2,8 hectare, a intrat în 2008 în proprietatea lui Constantin Constanda, fiind oferit de către Primarie la schimb cu Parcul Bordei – achiziționat de omul de afaceri.
Satul francez se întinde pe o suprafață de 70.000 mp, în care sunt dispuse 30 de clădiri.